# Карышков
Кары́шков (укр. Каришків) — село на Украине, находится в Барском районе Винницкой области.
Код КОАТУУ — 0520282003. Население по переписи 2001 года составляет 1020 человек. Почтовый индекс — 23062. Телефонный код — 4341.
Занимает площадь 61,046 км².
В селе действует храм Великомученика Димитрия Солунского Барского благочиния Винницкой и Барской епархии Украинской православной церкви.

## Адрес местного совета
23062, Винницкая область, Барский р-н, с.Карышков, ул.Горького, 1а